# Nadlew
Nadlew – naddatek technologiczny metalu lub innego tworzywa.
Celem nadlewu jest skompensowanie ubytku metalu, który występuje przy odlewaniu, co powoduje powstawanie braków. Ubytek ten jest spowodowany rozszerzalnością cieplną metali. W miarę jak metal zalany do formy stygnie, jego objętość maleje. Metal, wypełniając powstałą lukę, zasysa ciekły materiał z warstw znajdujących się powyżej, co może spowodować powstanie jamy skurczowej. Nadlew ma za zadanie zasilić odlew w metal, czyli spowodować, aby wada odlewnicza skupiła się bezpośrednio w nim. Następnie jest on odcinany, przetapiany i wykorzystywany ponownie.